# Trichophyton rubrum
Trichophyton rubrum és una espècie de fong ascomicot de l'ordre dels onigenals (Onygenales). És un fong antropòfil causant d'infeccions generalment lleus de la pell (estrat corni), ungles i pèl en persones saludables. És el principal focus del peu d'atleta, tinya inguinal i dermatofitosis.